# Unsere Liebe Frau von Longeborgne

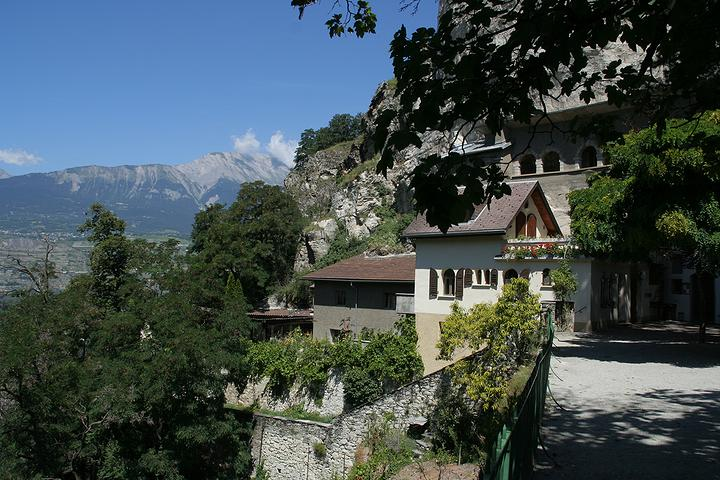
Einsiedelei Unsere Liebe Frau

Unsere Liebe Frau von Longeborgne ist eine Einsiedelei oberhalb des Dorfes Bramois auf dem Gebiet der Gemeinde Sitten im Kanton Wallis (Schweiz). Dieser Pilgerort befindet sich am Fusse einer Felswand in der Schlucht der Borgne. Bei drohender Gefahr brachten sich hier früher die Bewohner der Umgebung samt Hab und Gut in Sicherheit.

## Geschichte
1522 erhielten der Franziskaner Jean Bossié und sechs seiner Gefährten die Erlaubnis zur Errichtung einer Kapelle zu Ehren Unserer Lieben Frau und des heiligen Franz von Assisi. Die Feuchtigkeit des Ortes setzte der Gesundheit der Eremiten dermassen zu, dass sie die Einsiedelei schon wenige Jahre später wieder aufgeben mussten. Sie blieb während eines Jahrhunderts verwaist, bis sich Laienbrüder erneut in der Einsiedelei niederliessen.
Mit der Zeit wurde Longeborgne ein Wallfahrtsort zu Ehren Unserer Lieben Frau von den sieben Schmerzen, der heutigen Schutzpatronin der Einsiedelei. Die zahlreichen Votivgaben an den Wänden der beiden Kapellen zeugen von einer tiefen Volksfrömmigkeit, die sich bis heute mit Longeborgne verbindet. Besonders zahlreich sind die Pilger an den Freitagen vor Palmsonntag. An diesen Tagen finden sich bis zu 300 Menschen auf dem Vorplatz der Einsiedelei ein.
Eine Urkunde vom 4. Juli 1699, in der das Patronat der Einsiedelei der Bürgergemeinde Sitten übertragen wird, erwähnt auch mehrere Wunder, die sich in Longeborgne ereignet haben sollen. Im Jahre 1932 übertrug der Bürgerrat von Sitten die Betreuung der Wallfahrtskirche Benediktinern der Abtei St-Benoît de Port-Valais, die sich schon einige Jahre früher in Longeborgne niedergelassen hatten.